# Fiasco (gioco di ruolo)
Fiasco è un gioco di ruolo indie di Jason Morningstar, originariamente pubblicato dalla Bully Pulpit Games e pubblicato in Italia prima  da Janus Design nel 2010 e, nella sua ultima edizione, dalla GG Studio nel 2016. Il gioco si ispira a tutte le storie che contengono un clamoroso fiasco, come alcuni film dei fratelli Coen, Fargo e Burn After Reading, o Lock & Stock di Guy Ritchie.

## Sistema di gioco
Il gioco presenta una prima fase in cui si creano i legami tra i personaggi dei vari giocatori al tavolo. Tutto questo viene fatto lanciando quattro dadi a sei facce per ogni giocatore e scegliendo poi dalle liste di un playset il tipo di relazioni che collegano i personaggi, i bisogni, i luoghi e gli oggetti principali.
Il gioco si articola in due atti composti da diverse scene. In ogni scena viene assegnato un dado. A metà della partita (dopo la fine del Primo Atto) si tirano i dadi accumulati e si inseriscono nel gioco due nuovi elementi scatenanti una "crisi". Alla fine del Secondo Atto ogni giocatore tirerà i dadi che ha accumulato e descriverà l'epilogo del proprio personaggio in base alle liste del Sipario.

## Pubblicazioni

### Edizione originale
- Fiasco, 2009, BPG005B, ISBN 978-1934859391
- The Fiasco Companion, 2011, BPG006B, ISBN 978-1934859407
- Fiasco '10 Playset Anthology Vol. 1, 2015, BPG020B, ISBN 978-0988390966
- Fiasco '11 Playset Anthology Vol. 2, 2015, BPG021B, ISBN 978-0988390973
- Fiasco '12 Playset Anthology Vol. 3, 2015, BPG022B, ISBN 978-0988390980

### Edizioni italiane
- Fiasco, 2010, Janus Design, ISBN 978-8890377471
  - Fiasco, 2016, GG Studio, ISBN 978-8898955534
- Come fare Fiasco, 2011, Janus Design
  - La Via per il Fiasco, 2018, GG Studio
- Fiasco '10 Antologia degli Scenari Vol. 1, 2017, GG Studio, ISBN 978-8898955688

## Riconoscimenti
Nel 2009 Fiasco ha vinto il premio Best Support agli Indie RPG Awards e, nel 2011, il premio per Excellence in Gaming ai Diana Jones Award.